# Assicurazioni Generali
Assicurazioni Generali je největší pojišťovna v Itálii a jedna z největších ve světě. Působí ve více než 60 zemích světa, kde má přes 65 milionů klientů
Assicurazioni Generali S.p.A. (což znamená "všeobecné pojištění") známější pod pojmem skupina Generali je italská pojišťovna se sídlem v Terstu, která je od roku 2022 největší italskou pojišťovnou. Dle čistého pojistného a aktiv se řadí mezi největší světové pojišťovny.
Jejími hlavními konkurenty na mezinárodní úrovni jsou AXA, Allianz a Zurich Insurance Group.
Společnost je kotována na milánské burze cenných papírů a je součástí indexu FTSE MIB.

## Historie

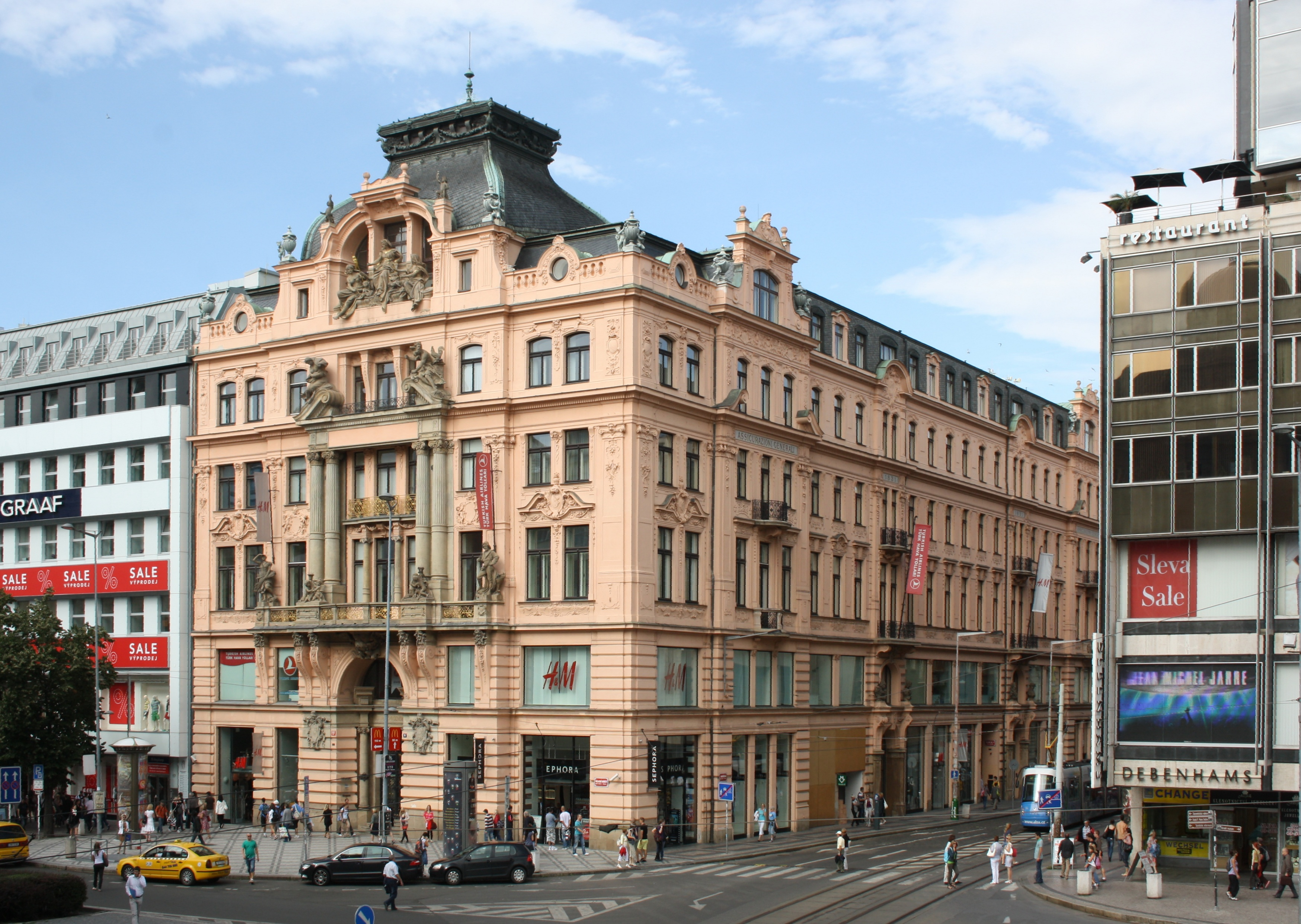
palác Assicurazioni Generali čp. 932/II na Václavském náměstí v Praze

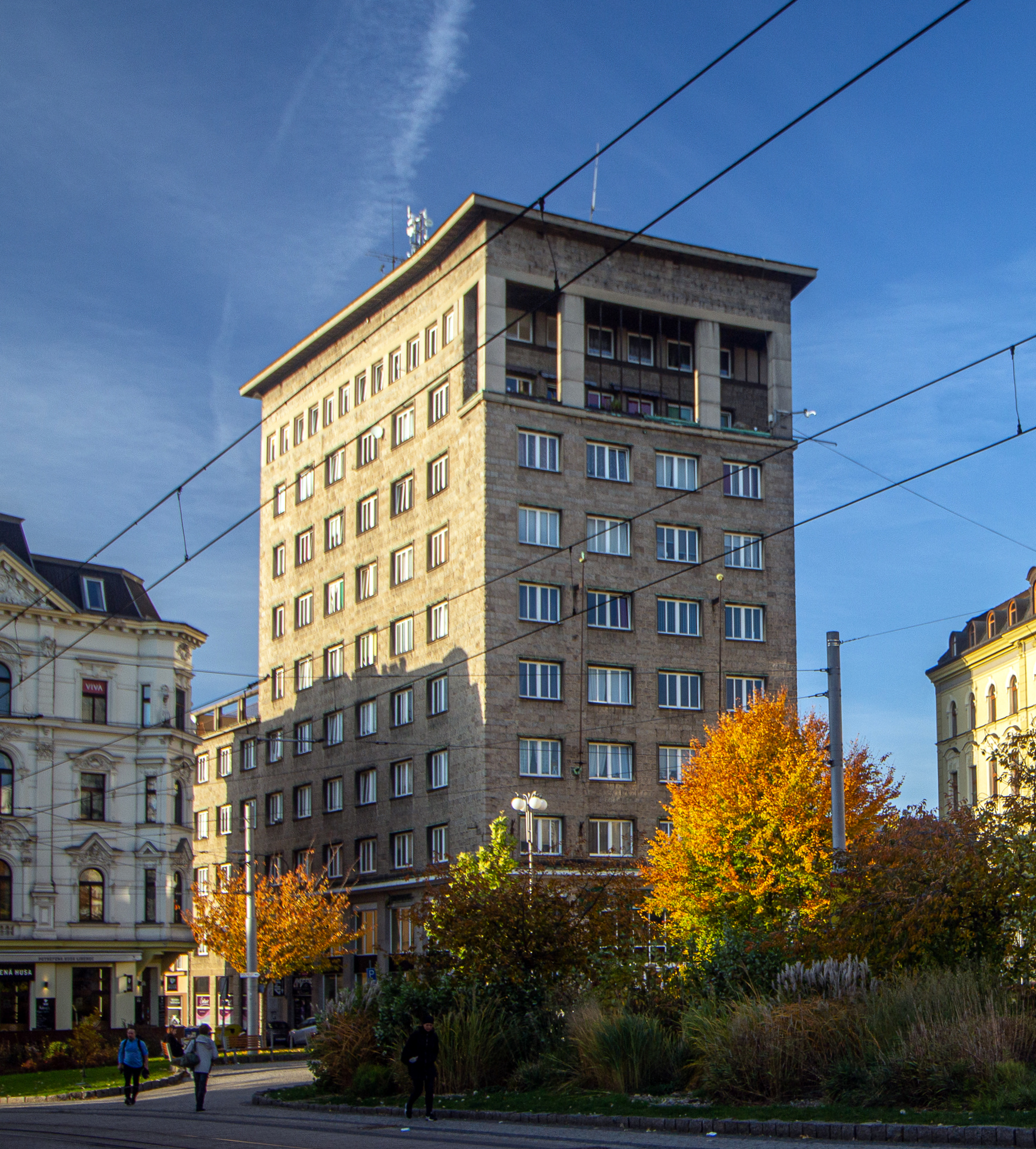
Palác Nisa na Soukenném náměstí v Liberci

Skupina Generali byla založena 26. prosince 1831 jako Imperial Regia Privilegiata Compagnia di Assicurazioni Generali Austro-Italiche  ("Císařská a královská privilegovaná společnost pro všeobecné rakousko-italské pojišťovny") v Terstu. Zakladatelem byl Giuseppe Lazzaro Morpurgo.
Přídavné jméno "Generali" ("všeobecné") označovalo komplexní pojistné krytí společnosti napříč všemi odvětvími (požární, životní, krupobití, námořní, pozemní a říční doprava). Tento přístup byl vzácný v době, kdy se většina terstských pojišťoven zaměřovala pouze na námořní dopravu, kromě Azienda Assicuratrice, která se zabývala i pojištěním proti krupobití.
Označení „rakousko-italské“ odkazovalo na dvojí strukturu řízení společnosti, kdy hlavní kancelář v Terstu odpovídala za záležitosti společnosti a vztahy s habsburskou monarchií (v té době byl Terst nejdůležitějším námořním přístavem rakouského císařství). Mezitím řídící kancelář v Benátkách dohlížela na aktivity v Lombardii-Benátsku a na italském poloostrově.
Generali, financovaná základním kapitálem ve výši dvou milionů florinů, přilákala různorodou skupinu akcionářů.
z Terstu a z oblasti Lombardie-Benátska, včetně vlivných osobností jako Giovanni Cristoforo Ritter de Záhony, Giovanni Battista de Rosmini, Marco Parente, Samuele Della Vida a Pasquale Revoltella.
Jako znak společnosti byl zvolen symbol habsburského orla, jelikož od roku 1382 do roku 1918 patřil Terst k Hambsburské monarchii. Raná přítomnost Generali na mnoha trzích pramenila z historicky komerční povahy Terstu i Benátek. V prvním desetiletí se síť zastoupení společnosti rozšířila do všech italských států, velkých měst říše a předních evropských přístavů.
Již v roce 1832 společnost otevřela pobočky ve Vídni, Budapešti a Praze.
Do roku 1847 hrál stěžejní roli ve společnosti právní poradce a významný akcionář Gianbattista de Rosmini, který sloužil jako stálý prezident Generálních kongresů a efektivně vedl společnost. Po povstání Risorgimenta v roce 1848 byl přívlastek "rakousko-italský" vypuštěn a název společnosti zůstal pouze Assicurazioni Generali.
Do roku 1856 se Generali rozrostla a stala se největší pojišťovnou v rakouském císařství, což vyvrcholilo její kotací na burze cenných papírů v Terstu v následujícím roce. Po sjednocení Itálie dovedl benátský management společnost Generali k tomu, aby se stala největší pojišťovnou v nově vzniklém království, pričemž. Samuel Della Vida dohlížel na italskou pobočku až do roku 1875.
V roce 1869 Generali předvídala významný dopad slavnostního otevření Suezského průplavu na světový obchod. Klíčové osobnosti ve společnosti, včetně Pasquala Revoltella a Giuseppeho Morpurgoho, byli zapojeni do historické události, přičemž Revoltella se stal viceprezidentem společnosti Universal Company of the Suez Canal. Otevření průplavu přineslo pro Generali příznivé ekonomické klima, což vedlo k její expanzi do různých regionů, od východního Středomoří až po severní Afriku, Dálný východ a Ameriku.
Pod vedením Marca Bessa, který řídil společnost v letech 1877 až do roku 1920 a nakonec se stal jejím prezidentem, získala Generali mezinárodní rozměr. Společnost otevřela zastoupení ve Středomoří, Petrohradu, Varšavě, Americe a na Dálném východě a zároveň založila dceřiné společnosti jako Erste Allgemeine Schaden- und Unfallversicherung ve Vídni, Generala v Rumunsku, Anonima Grandine a Anonima Infortuni v Itálii.
Během tohoto období byly postaveny nejprestižnější italské kanceláře Generali, včetně významných budov ve Florencii, Terstu, Miláně, Římě a Turíně. V roce 1914 bylo Procuratie Vecchie, sídlo benátské administrativy, přebudováno.
Uprostřed výzev první světové války, která postavila Itálii proti Rakousku-Uhersku, si benátská a terstská centrála Generali zachovala provozní nezávislost, což společnosti umožnilo procházet složitými okolnostmi, aniž by zaujímala politické postoje, které by mohly ohrozit její integritu.

### Italské období
V roce 1920 Edgardo Morpurgo převzal roli prezidenta, čímž zahájil fázi další mezinárodní expanze společnosti. Do roku 1924, částečně kvůli rozdělení Rakouska-Uherska, Generali založila osm zámořských řídících kanceláří a měla zastoupení v šedesáti pobočkách a agenturách ve třiceti zemích. Do roku 1935 se rozšířila na dvacet devět dceřiných společností v Evropě, čtyři v Americe, dvě v Africe a jednu v Asii. Během této doby byla image společnosti spravována Marcellem Dudovichem, což přispělo k jejímu růstu. Alleanza Assicurazioni byla získána během tohoto období.
Polovina třicátých let však přinesla výzvy, protože vzestup rasových zákonů a zpřísňující se vztah k fašismu vytvořily obtížné prostředí.
V prvním století činnosti Assicurazioni Generali konsolidovala a expandovala také díky rozhodující přítomnosti akcionářů a manažerů židovského původu, od Morpurga po Maurogonatose, od Levi Della Vida po Treves de' Bonfilise.
V roce 1938, když se rýsovaly blížící se "rasové zákony" a Benito Mussolini navštívil Terst, byl Morpurgo, který v té době sloužil jako prezident, požádán, aby rezignoval a předal prezidentský úřad Giuseppemu Volpimu di Misuratovi. Během této éry byla Generali pod vedením generálního ředitele Giniho Baronciniho.
Během druhé světové války společnost čelila významným výzvám, včetně německé a jugoslávské okupace a následné britsko-americké správy Svobodného území Terst. Po tomto bouřlivém období byly pobočky Generali ve východních zemích vyvlastněny za předsednictví Antonia Cosulicha (1943–1948) a Maria Abbiateho (1948–1954), což ještě více komplikovalo situaci.
V letech 1960 až 1968 byl Baroncini, který působil v Generali od roku 1937, prezidentem v době italského ekonomického boomu.
V roce 1963 francouzská pobočka Generali, Concorde, si osvojila intuici Pierra Desnose a založila Europ Assistance; nová společnost dala vzniknout konceptu "soukromé pomoci", která nabízí organizovanou podporu jednotlivcům, kteří čelí obtížným situacím mimo domov.
V roce 1974 společnost založila organizaci Genagricola, která se zaměřila na zemědělské aktivity skupiny.
V letech 1968 až 1979 byl Cesare Merzagora prezidentem a restrukturalizoval společnost efektivnější a transparentnější cestou. Jeho nástupcem se stal Enrico Randone, který tuto pozici zastával až do roku 1990.
V roce 1988 Generali posílila svou přítomnost ve Francii akvizicí podílu ve společnosti Compagnie du Midi. V následujícím roce se stala akcionářem skupiny AXA Midi. V roce 1996 Generali učinila strategické rozhodnutí prodat svůj balík akcií, čímž poskytla potřebnou likviditu pro koupi INA Assitalia.
Během 90. let Generali pokračovala v inovacích. V roce 1994 založila společnost Genertel, která se stala první společností v Itálii nabízející finanční služby prostřednictvím telefonu. O čtyři roky později, v roce 1998, byla založena banka Generali jako online banka. Postupem času se banka Generali vyvinula v bankovní centrum skupiny a přesunula se do segmentu privátního bankovnictví.

### Poslední roky
Po akvizici INA Assitalia v roce 2000 pokračovala Generali ve své růstové trajektorii akvizicí Toro Assicurazioni v roce 2006. Jak společnost expandovala, založila v roce 2011 Generali Real Estate, aby řídila své realitní aktivity. Generali Real Estate se brzy stala prominentním hráčem v tomto sektoru a stala se jediným vlastníkem CityLife, což je nový rezidenční a komerční komplex, který stojí v oblasti starého milánského veletrhu v Portellu. Mezi pozoruhodné stavby v rámci CityLife patří ikonická věž Generali navržená architektkou Zahou Hadid. Věž slouží od roku 2019 jako ústředí skupiny Generali v Miláně.
V roce 2013 došlo k významné restrukturalizaci společnosti, kdy byla italská pobočka Assicurazioni Generali začleněna do INA Assitalia, což vedlo ke vzniku Generali Italia. Nový subjekt s účinností od 1. července 2013 zahrnoval Toro Assicurazioni, Lloyd Italico a Augusta Assicurazioni, přičemž Philippe Donnet převzal roli generálního ředitele a Country Manažera pro Itálii.
Donnet se stal generálním ředitelem skupiny Generali v březnu 2016. Pod jeho vedením skupina úspěšně realizuje dva strategické plány a finanční výsledky rostou.
V roce 2022 valná hromada znovu jmenovala Philippa Donneta na třetí funkční období, čímž potvrdila strategický plán Lifetime Partner 24: Driving Growth, který byl představen v prosinci 2021. Během stejného setkání Andrea Sironi, akademik a prezident Bocconi University, byl zvolen předsedou skupiny.
Společnost pokračovala ve svém úsilí o expanzi a v červnu 2023 oznámila akvizici Liberty Seguros, konkurenta působícího ve Španělsku a Portugalsku v sektoru neživotního pojištění, od americké skupiny Liberty Mutual. Akvizice ve výši 2,3 miliardy eur upevní pozici Generali v Evropě a využije silné schopnosti Liberty Seguros v této oblasti.
V důsledku toho se Generali stane čtvrtou neživotní pojišťovnou ve Španělsku, druhou na portugalském trhu a vstoupí do první desítky v tomto sektoru v Irsku a Severním Irsku.
6. července 2023 provedla Generali další významnou akvizici, tentokrát získala Conning a její dceřiné společnosti. Společnost navíc uzavřela desetileté partnerství se společností Cathay Life, která se stala menšinovým akcionářem (vlastnícím 16,75 % akcií) v Generali Investment Holding, subjektu, který zastřešuje většinu aktivit Generali v oblasti správy aktiv. Tato akvizice posílila celková aktiva Generali pod správou, která nyní dosahují značných 775 miliard eur, což je nárůst o 144 miliard eur. V důsledku toho Generali si vybojovala pozici devátého evropského hráče z hlediska aktiv pod správou (AuM).

## Firma
Generali se může pochlubit globální přítomností. Působí v 50 zemích světa prostřednictvím sítě s více než 400 společností.
Současná organizační struktura společnosti se skládá z pěti různých obchodních celků:
- Itálie
- Německo, Rakousko a Švýcarsko
- Mezinárodní
- Aktiva & Správa řízení

Obchodní model společnosti se točí kolem tří hlavních pilířů:
- Životní pojištění
- Pojištění majetku a úrazu
- Správa aktiv

Kombinací těchto prvků se Generali snaží vytvořit komplexní a diverzifikované portfolio pojistných a finančních produktů.

### Vlastnictví banky
Banka Generali je dceřinou společností Assicurazioni Generali, která vlastní 50,17 %.

## Generali vČesku

### Historie
Již v roce 1831 byla pražská pobočka založena a roku 1832 společnost otevřela svou kancelář v renesančním paláci U Císařských v Praze na nároží Jindřišské ulice a Václavského náměstí čp. 832/II. Při asanaci staré Prahy byla tato krásná, ale příliš malá budova stržena, její sochařská výzdoba odstrojena a přenesena do Lapidária Národního muzea. Nový třítraktový palác z let 1895–1896 na této parcele navrhl architekt Friedrich Ohmann a doplnil jej architekt Osvald Polívka. Sochy v průčelí do Václavského náměstí vytvořili Stanislav Sucharda, Čeněk Vosmík, Bohuslav Schnirch a další.  V této pražské pobočce pracoval od 1. listopadu 1907 do 15. července 1908 Franz Kafka.
V roce 1920 založila Generali ve spolupráci se Živnobankou pojišťovací ústav Moldavia Generali, která se v roce 1939 sloučila s další pojišťovnou Sekuritas. Generali takto působila až do roku 1945, kdy došlo dekretem prezidenta republiky ke znárodnění soukromých pojišťoven.
V roce 1937 byl na základě návrhu architekta Fritze Lehmanna dokončen neoklasicistní polyfunkční dům Nisa v Liberci pro spojené pojišťovny Assicurazioni Generali a Moldavia Generali.

### Od roku 1993
Na tradici navázala Generali v roce 1993 jako zastoupení rakouské pojišťovny Erste Allgemeine. Jako akciová společnost působí Generali od ledna 1995, kdy se organizační složka mezinárodního pojišťovacího koncernu Erste Allgemeine Versicherungs-AG transformovala do Generali Pojišťovna a.s. V roce 2007 se Generali a PPF dohodli, že vytvoří společný podnik – Generali PPF Holding, do kterého Generali vloží 1,1 miliardy eur a svá středoevropská aktiva, čímž v holdingu získá podíl 51%; PPF (resp. její dceřiná společnost PPF Co1 B.V.) pak vloží CZI Holding a v holdingu získá podíl 49%. Společný podnik zahájil činnost v lednu 2008. V lednu 2013 PPF Group oznámila, že svůj podíl v holdingu postupně v letech 2013 a 2014 odprodala Generali za 1,286 (2013) a 1,235 (2014) miliardy eur a dále získala dividendy ve výši 352 milionů eur, celkem tedy 2,873 miliard eur (asi 73 miliard Kč). V návaznosti na dohodu obou akcionářů byla v lednu 2015 holdingová společnost působící v 10 zemích střední a východní Evropy přejmenována na Generali CEE Holding.
V letech 2007–2013 byl členem představenstva Assicurazioni Generali Petr Kellner, v letech 2010 a 2011 patřil s 2% podílem i mezi její největší akcionáře.

## Akcionářská struktura
K 17. dubnu 2023 byli největšími akcionáři Assicurazioni Generali:
- 31,72 % Institucionální investoři
- 13,10 % Mediobanca S.p.A.
- 9,77 % Del Vecchio Group
- 6,23 % Caltagirone Group
- 4,83 % Benetton Group
- 34,35 % Ostatní

## The Human Safety Net
The Human Safety Net je iniciativa založená v roce 2017 s posláním podporovat znevýhodněné jednotlivce a komunity, a pomoci jim zlepšit jejich životní podmínky a objevit jejich potenciál. Nadace se zaměřuje na pomoc lidem žijícím ve zranitelných podmínkách a poskytuje jim příležitosti k růstu a pokroku.
Při plnění svého poslání spolupracuje The Human Safety Net s přibližně 60 subjekty, včetně nevládních organizací (NGo) a sociálních podniků. Prostřednictvím těchto partnerství nadace realizuje různé programy zaměřené na dvě primární cílové skupiny: rodiny a uprchlíci.
The Human Safety Net sídlí v Procuratie Vecchie, historickém ústředí Generali v Benátkách.

## Sponzorství
Generali prokazuje silné odhodlání podporovat sportovní sponzoring a udržitelnost tím, že se zapojuje do různých iniciativ, které propagují a podporují sportovní aktivity. Generali slouží jako sponzor francouzského národního volejbalového týmu a již 19 let je sponzorem francouzské volejbalové federace.
V roce 2010 v souladu se směrnicemi a hodnotami skupiny Generali spustila Chartu odpovědného sportu, jejímž cílem je aktivně podporovat kulturu udržitelnosti ve sportu.
Generali dále sponzoruje dva fotbalové stadiony, Stadion Letná v Praze a Stadion Franze Horra ve Vídni.
Již více než čtyři desetiletí je Generali sponzorem Barcolany, historické mezinárodní jachtařské regaty, která se každoročně koná v Terstském zálivu. Také je navíc sponzorem dvou maratonů, Generali Berlin Half Marathon v Berlíně a Generali München Marathon v Mnichově.